# Eclose-Badinières
Eclose-Badinières – gmina we Francji, w regionie Owernia-Rodan-Alpy, w departamencie Isère. W 2013 roku liczba ludności wynosiła 1320 mieszkańców. 
Gmina została utworzona 1 stycznia 2015 roku z połączenia dwóch ówczesnych gmin: Eclose oraz Badinières. Siedzibą gminy została miejscowość Eclose.